# Kol basti
Kolbasti är en turkisk dans, ursprungligen från hamnstaden Trabzon (vid kusten av Svarta havet) i norra Turkiet. Dansen skapades på 1930-talet och själva namnet betyder ungefär "haffad av polisen". Rörelserna i dansen symboliserar framförallt att ro, simma, kasta nät, fiska med metspö och att dra in fiskenätet.

## Historia
Enligt legenden fick dansen sitt namn efter en historia om att nattliga polispatruller i staden arresterade dem som drack och festade, och att de som höll fester därför gjorde en sång med texten "De kom, de fångade oss, de slog oss", på turkiska "geldiler, bastilar, vurdular". I en annan berättelse så berättas det att fiskare från Faroz ordnade en fest efter att en ovanligt lyckad fångst och gav dansen namnet "hoptek".

## Dansen
I dag dansas kolbasti i Anatolien i snabbare tempo och rörelserna och stegen är annorlunda. Dansen dansas främst på bröllopsfester och folkdansuppvisningar. Under de senaste åren har dansen blivit populärare och även spridits utanför ursprungsregionen. Särskilt turkarna som bor i Europa har vidareutvecklat dansen genom att lägga till rörelser.